# Principalatsstriden
Principalatsstriden (av "principal", lat. principalis, "förnämst", till exempel husbonde, arbetsgivare), den under 1740-talet i Sverige livligt debatterade frågan, huruvida folket på sina valda församlingar på lokal och regional nivå kunde anses äga huvudmans makt och myndighet (principalat) gentemot riksdagen. En modern term för tvisteämnet är "det imperativa mandatet".

## Bakgrunden
Orsaken till striden var att den svenska riksdagen uppkom vid sidan av lagen, ty landslagens konungabalk kände intet annat sätt för folket att utöva inflytande på rikets angelägenheter än omedelbart på landskapstingen. Då riksdagen så småningom började utöva lagstiftningen och beskattningen, ansågs folket i sin helhet därför kunna fordra att riksdagens beslut skulle underställas dess prövning. 
Detta kom emellertid alltmera ur bruk, och frihetstidens grundlagar, som ersatte landslagens konungabalk, kände inget annat organ för folkviljan än riksdagen. 

## Stockholms borgerskap på 1720-talet
Redan på 1720-talet framträdde emellertid yrkanden, som visade att den gamla åskådningen levde kvar, då Stockholms borgerskap fordrade rätt att samråda med sina riksdagsmän om riksdagsärendena, men detta ledde ej då till något resultat. Efter det olyckliga finska kriget som för ett ögonblick starkt rubbade riksdagens auktoritet, och med anledning av den brännande tronföljdsfrågan levde åsikterna om folket som "principalen", vilken ej var bunden av sina ombuds, ständernas, beslut, upp med ännu större styrka. Det var enligt denna mening de "väljande ständerna", ej de "valda ständerna", som var de maktägande. De ägde såväl att genom instruktioner binda sina fullmäktige som att fordra redogörelse av dem för deras åtgärder och till och med återta fullmakterna, om de fullmäktige ej längre ägde deras förtroende.

## 1743-1744, och dalkarlarnas tåg till Stockholm
I dalkarlarnas tåg till huvudstaden på försommaren 1743 för att efter sin vilja avgöra tronföljdsfrågan och utkräva hämnd på krigets upphovsmän låg ett uttryck för samma tankegång. Stockholms borgerskap gav densamma en klarare formulering, då det under ledning av köpmannen Kristofer Springer inför magistraten fordrade redogörelse av sina riksdagsmän för deras hållning i tronföljdsfrågan och, då en av dessa, Tomas Plomgren, bestred denna lära, 18 juni 1743 förklarade honom avsatt. Magistraten förmåddes utfärda ett intyg om hans licentierande. Sekreta utskottet i vilket mössorna hade övervikt, fann för gott att ta parti för principalatsteorierna och uteslöt Plomgren från utskottet, men borgarståndet och adeln åtog sig energiskt Plomgrens sak och tvingade utskottet genom att förbjuda sina medlemmar att besöka dess sammanträden innan Plomgren återfått sin plats, att ge vika.
Även i Göteborg uttalades samtidigt liknande åsikter, då borgarskapet, anfört av en handlande Anders Drake, som förklarade sig för danske kronprinsens val till tronföljare och genom protokollsutdrag från magistraten befallde sina riksdagsmän att rätta sig därefter, varjämte antyddes, att arvodet ej skulle utbetalas, förrän detta skett. Själva principfrågan blev på grund av de förvirrade partiförhållandena icke avgjord av ständerna vid denna riksdag. Efter riksdagens slut upptogs frågan av regeringen. Då Springer begärde, att Plomgren skulle ställas till rätta för sitt "obehöriga uppförande" som riksdagsman, förklarade regeringen 25 april 1744 Springers satser vara "stridande mot regeringssättet".

## Den fortsatta utvecklingen till 1747
Ett halvt år därefter stämde Plomgren och Gustaf Kierman Springer till rätta för hans mot dem framställda beskyllningar. När frågan då åter kom inför K.M:t, försvarade riksrådet Samuel Åkerhielm, som redan i april varit av annan mening än regeringens pluralitet, uttryckligt principalatsläran. Vid riksdagen 1746-1747, då hattarna fick överhanden, blev frågan fullständigt avgjord. Springer ställdes då inför en Sekreta utskottets kommission, som dömde honom till döden, då han velat omstörta regeringssättet och tronföljden. På förbön av Plomgren benådade Sekreta utskottet honom med schavottering och livstids fängelse. Åkerhielm undgick förföljelse endast genom att själv begära avsked. 
I riksdagsbeslutet 1747 blev den meningen att riksdagsmännen bör stå till redo och ansvar för sina hemmavarande i de mål som de samfällt med de andra riksdagsmännen på riksdagen överlagt och avhandlat, av ständerna formligen förklarad stridande mot regeringsformen och mot själva förnuftet. Sedan dess har riksdagens rätt att å folkets vägnar fatta gällande beslut ej varit ifrågasatt.